# Stupeň Celsia

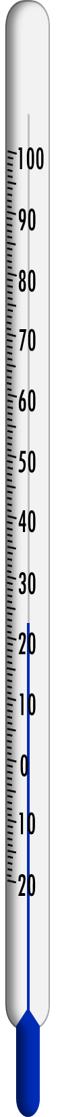
Teploměr zobrazující teplotu dle stupňů Celsia.

Stupeň Celsia nebo Celsiův stupeň (značený °C) je jednotka teploty, kterou v roce 1742 vytvořil švédský astronom Anders Celsius. Hodnota 0 °C přibližně odpovídá teplotě tání ledu a 100 °C teplotě varu vody při normálním tlaku. Dnes je stupeň Celsia (jako odvozená jednotka soustavy SI) definován pomocí základní jednotky kelvin: Rozdíl 1 °C se rovná rozdílu 1 K a teplota −273,15 °C (přesně) je absolutní nula (0 K). Kelvin se pak definuje pomocí Boltzmannovy konstanty zafixované na hodnotu k = 1,380649×10−23 J/K (přesně).

## Historie definic
Celsius původně v roce 1742 definoval stupnici obráceně: 100 °C pro teplotu tání ledu a 0 °C pro teplotu varu vody (obojí při normálním tlaku).
Záhy další vědci (nezávisle na sobě Jean-Pierre Christin v roce 1743 a Carl Linné v roce 1744) stupnici otočili do dnešní podoby. Širokého přijetí se tedy dočkalo přiřazení 0 °C teplotě tání a 100 °C teplotě varu čisté vody při normálním tlaku, později upřesněném na 1 fyzikální atmosféru (101325 Pa přesně).
V polovině 20. století se definice zpřesnila přiřazením −273,15 °C absolutní nule (0 K, v roce 1948) a +0,01 °C teplotě trojného bodu čisté vody (273,16 K, v roce 1954), v souladu se zpřesněnou definicí kelvinu. Původní definice tedy platí již jen přibližně, ovšem pro běžné použití je její přesnost dostatečná. Teplota tání (0,000089(10) °C) a varu (99,9839 °C) vody se od té doby určují přesným měřením podle nové definice.
Další zpřesnění přišlo v roce 2005, kdy se specifikovalo, že voda pro určení trojného bodu má mít izotopové složení Vienna Standard Mean Ocean Water (VSMOW).
Nakonec při velkém zpřesnění definic základních jednotek soustavy SI v roce 2019 byla definice kelvinu i stupně Celsia pomocí vlastností vody opuštěna ve prospěch základních fyzikálních konstant. Konkrétně se zafixovala číselná hodnota Boltzmannovy konstanty na 1,380649×10−23 J/K (přesně) a využila se nová definice joulu. Převodní vztah mezi Celsiovou a termodynamickou stupnicí se při tom zachoval, takže 0 K nadále odpovídá −273,15 °C a rozdíl 1 K se rovná rozdílu 1 °C. Nyní se tedy i teplota trojného bodu vody určuje měřením. Ještě v roce 2020 však byla nerozlišitelná od hodnoty podle předchozí definice (+0,0100 °C).

## Převody na jiné stupnice

### Kelvinova absolutní stupnice
T[K]  =  t[°C] + 273,15
t[°C]  =  T[K] − 273,15

### Fahrenheitova stupnice
t[°F]  =  9⁄5 t[°C] + 32
t[°C]  =  5⁄9 (t[°F] − 32)

### Réaumurova stupnice
t[°R]  =  4⁄5 t[°C]
t[°C]  =  5⁄4 t[°R]

### Rankinova absolutní stupnice
T[°Ra]  =  9⁄5 (t[°C] + 273,15)
t[°C]  =  5⁄9 T[°Ra] − 273,15
| Popis                          | Kelvinova stupnice | Celsiova stupnice | Fahrenheitova stupnice | Rankinova stupnice | Réaumurova stupnice |
| ------------------------------ | ------------------ | ----------------- | ---------------------- | ------------------ | ------------------- |
| Absolutní nula                 | 0 K                | −273,15 °C        | −459,67 °F             | 0 °Ra              | −218,52 °R          |
| Fahrenheitova nula             | 255,372 K          | −17,7 °C          | 0 °F                   | 459,67 °Ra         | −14,2 °R            |
| „Bod mrazu“                    | 273,15 K           | 0 °C              | 32 °F                  | 491,67 °Ra         | 0 °R                |
| „Bod varu“                     | 373,15 K           | 100 °C            | 212 °F                 | 671,67 °Ra         | 80 °R               |
| Rozdíl teplot o velikosti 1 °C | 1 K                | 1 °C              | 1,8 °F                 | 1,8 °Ra            | 0,8 °R              |

## Pravopis
Pro stupně Celsia platí stejná pravidla českého pravopisu jako pro zápis ostatních jednotek (jako procento či metr) s výjimkou úhlových stupňů, minut a vteřin. Měly by se tedy psát kolmým písmem (antikvou) s mezerou mezi číselnou hodnotou a značkou jednotky, tedy např. 90 °C, a to i přesto, že značka úhlového stupně se připojuje k číselné hodnotě bez mezery (90° pravého úhlu). Odpovídá to i mezinárodní konvenci, přijaté v rámci SI.

## Elektronický zápis
Pro stupeň Celsia existuje samostatný symbol v Unicode „℃“ (U+2103). Kompatibilní normální formou NFKD i NFKC je dvojice symbolu stupně (°) a písmene C. Tak se také značka běžně zapisuje, například na většině míst v tomto článku.
V typografickém systému TeX a jeho běžně používaném balíku LaTeX se používá (v matematickém módu definovaný) znak \circ v horním indexu. 1 °C se vysází pomocí $1\,^\circ{\rm C}$. V LaTeXovém balíku gensymb je definován příkaz \celsius pro stupeň Celsia, který funguje v matematickém režimu i mimo něj, a v balíku textcomp příkaz \textcelsius. Analogicky jsou definovány příkazy \degree a \textdegree pro samotný stupeň.